# Aegukka
Aegukka (koreanska: 애국가) är Nordkoreas officiella nationalsång. Den är även känd efter första frasen i sången, Ach'imŭn pinnara eller "Låt morgonen skina".
Den komponerades år 1945 av Kim Wŏn'gyun med text av författaren Pak Seyŏng och antogs officiellt två år senare.  Sången, som har två verser, är mycket patriotisk och beskriver och hyllar Nordkorea.

## Källa
1. ↑  ”Anthem” (på engelska). https://www.youngpioneertours.com/north-korean-national-anthem/. Läst 27 december 2020.